# Achirus klunzingeri
Sole garde-bouée
Espèce
Statut de conservation UICN

 LC  : Préoccupation mineure
La sole garde-bouée (Achirus klunzingeri) est une espèce de poissons pleuronectiformes (c'est-à-dire des poissons plats ayant des côtés dissemblables).